# Pluggable Authentication Modules
Pluggable Authentication Modules neboli PAM je obecný framework pro autentizaci, který jednotlivým programům nabízí obecné API nezávislé na konkrétním způsobu autentizace. PAM má modulární architekturu, která poskytuje správci systému vysokou flexibilitu v úpravách pravidel pro přihlašování. 
První návrh PAMu předložila v roce 1995 firma Sun Microsystems jako  organizace Open Software Foundation. Popis PAMu je součástí návrhu standardu , který vznikl v rámci konsorcia Open Group. Tento návrh nebyl schválen. 
V současné době je PAM standardním modulem UNIX/Linux systémů, je podporován na AIX, HP-UX, Solaris, Linux, FreeBSD, Mac OS X a NetBSD.